# Cosmosoma rubrobasalis
Cosmosoma rubrobasalis là một loài bướm đêm thuộc phân họ Arctiinae, họ Erebidae.